# オクトパス (ジェントル・ジャイアントのアルバム)
『オクトパス』（Octopus）は、イギリスのプログレッシブ・ロック・バンド、ジェントル・ジャイアントが1972年に発表した4作目のスタジオ・アルバム。

## 背景
ジョン・ウェザーズ加入後としては初のアルバムで、フィル・シャルマン在籍時としては最後のアルバムに当たる。「パナージの到来」は、フランソワ・ラブレー作の『パンタグリュエル物語』におけるパンタグリュエルとパニュルジュの出会いを題材とした曲で、「ノッツ」は精神科医ロナルド・D・レインの思想に影響された曲である。
アルバム・タイトルはフィル・シャルマンの妻のアイディアで、本作に収録されたスタイルの異なる8曲を、タコの腕に喩えて付けられた。当初は、バンド・メンバー及びローディーの一人一人を表現した8曲を収録するという案もあり、最終的に収録された曲のうち「リヴァー」は、レイ・シャルマンとデレク・シャルマンによれば、ゲイリー・グリーンの流れ者的な性格を表現したという。
オリジナル・ジャケットの絵はロジャー・ディーンが描いた。ただし、1973年にコロムビア・レコードから発売されたアメリカ盤LPのジャケットは、チャールズ・E・ホワイトが描いた絵に差し替えられた。

## 反響・評価
アメリカでは前作『スリー・フレンズ』（1972年）に続くBillboard 200入りを果たし、1973年5月12日付のチャートで最高170位を記録した。
デイヴ・トンプソンはオールミュージックにおいて5点満点中4.5点を付け「ジェントル・ジャイアントの4作目のアルバム『オクトパス』は、かなり久しぶりに聴いても、ほとんど古びた感じがしないことに驚かされる」と評している。また、大鷹俊一は本作の再発CDのライナーノーツにおいて「どこか端整なサウンド・イメージがつきまとうジェントル・ジャイアントにしてはアグレッシヴさを押し出している」と評している。『ローリング・ストーン』誌が選出した「オールタイム・グレイテスト・プログ・ロック・アルバム50」では16位にランク・インした。

## 収録曲
全曲ともデレク・シャルマン、レイ・シャルマン、フィル・シャルマン、ケリー・ミネアの共作。5.はインストゥルメンタル。
1. パナージの到来 - "The Advent of Panurge" - 4:44
2. おしゃべりな吟遊詩人 - "Raconteur Troubadour" - 4:05
3. クライ・フォー・エヴリワン - "A Cry for Everyone" - 4:08
4. ノッツ - "Knots" - 4:12
5. ボーイズ・イン・ザ・バンド - "The Boys in the Band" - 4:36
6. ドッグズ・ライフ - "Dog's Life" - 3:13
7. シンク・オブ・ミー - "Think of Me with Kindness" - 3:33
8. リヴァー - "River" - 5:52

## 参加ミュージシャン
- デレク・シャルマン - リード・ボーカル、サクソフォーン
- ケリー・ミネア - キーボード、ヴィブラフォン、パーカッション、チェロ、モーグ・シンセサイザー、ボーカル
- ゲイリー・グリーン - ギター、パーカッション
- レイ・シャルマン - ベース、ヴァイオリン、ギター、パーカッション、ボーカル
- ジョン・ウェザーズ - ドラムス、コンガ、パーカッション
- フィル・シャルマン - サクソフォーン、トランペット、メロフォン、ボーカル

アディショナル・ミュージシャン
- マーティン・ルシャント - 笑い声、コイン・スピン(on #5)